# Belterra
Belterra là một đô thị thuộc bang Pará, Brasil. Đô thị này có diện tích 4398,346 km², dân số năm 2007 là 13096 người, mật độ 2,98 người/km².